# Charles de Valois de La Mare
Charles de Valois, seigneur de La Mare, est un avocat et numismate français, membre de l'Académie royale des inscriptions et belles-lettres, né à Paris le 20 décembre 1671, et mort à Paris le 27 août 1747.

## Biographie
Charles de Valois est le fils d'Adrien de Valois seigneur de La Mare, conseiller du roi et historiographe de France, et de Catherine Françoise Leroi, et le neveu d'Henri de Valois seigneur d'Orcé, nommé grand historiographe de France par Louis XIV. Il a été éduqué par son père. Ce dernier appartenait à une famille noble de Basse Normandie. Il a perdu son père en 1692 et a publié en 1694 sous le titre Valesiana un recueil de poésies latines et d'observations historiques qu'il avait rassemblées dans les collections de son père. Il n'a pas choisi la voie de l'historiographie comme son père et son oncle, mais celle de l'érudition et de l'étude des monuments de l'Antiquité. Cela lui a permis d'obtenir le titre d'antiquaire du roi.
Il a été en 1705 en qualité d'élève par l'Académie royale des inscriptions et belles-lettres, il est associé en 1714 et pensionnaire en 1722. Selon l'Almanach national de 1739, il demeurait « rue S Louis, Isle N. Dame, du côté du Pont de Bois » à savoir dans l'actuelle île Saint-Louis dans une maison de la rue Saint-Louis-en-l'Île située près de la passerelle qui a précédé le pont Saint-Louis.
Il a rédigé pour l'Académie un certain nombre de mémoires sur l'Antiquité grecque et latine. Il s'est proposée d'étudier et d'éclaircir l'histoire des Amphictyons, administrateurs des revenus de certains temples, surtout celui de Cérès près des Thermopyles, et celui de Delphes, sur le Parnasse. Ils ont été chargés de la défense des droits et des immunités de ces deux temples et de punir ceux qui les avaient violés, soit par amende, soit par excommunication, en leur fermant l'entrée de ces temples. La juridiction des Amphictyons s'est étendue pour devenir la juridiction commune de tous les Hellènes. Il a étudié les deux guerres saintes ou sacrées entreprises sous la direction des Amphictyons pour des motifs religieux. Il a aussi étudié les deux premières Guerres sacrées. La première a duré dix ans et s'est terminée en 590 avant J.-C. À la fin de cette guerre, les Amphictyons ont établi des jeux à l'imitation de ceux d'Olympie. La seconde guerre a été entreprise environ 230 ans après la première contre la ville de Phocée dont les habitants s'étaient emparés d'une partie des terres du temple pour les cultiver. Les Phocéens ont été battus par l'armée réunie par Philippe de Macédoine qui avait été appelé par les Amphictyons. Cela a permis à Philippe de Macédoine de contrôler le tribunal des Amphictyons. Alexandre, son fils, a obtenu les mêmes droits. Cette seconde guerre sacrée, en donnant le pouvoir sur les Grecs au roi de Macédoine, a permis le contrôle futur de la Grèce par les Romains.
Pendant le temps où il étudié les Amphictyons, à la suite de la mort d'un ami membre de l'Académie, Jean Foy-Vaillant (1632-1706), qui avait laissé un manuscrit consacré à l'histoire des rois Parthes de Bithynie, de Pont et du Bosphore en faisant rentrer toutes les médailles qu'il avait pu rassembler sur ces différents rois, il a entrepris de le faire publier. Le manuscrit avait été laissé informe, et la seule remise en ordre de la partie traitant des Arsacides a duré huit mois. Le livre a été publié sous le nom de M. Vaillant.
Après son travail sur les Amphictyons, son état de santé ne lui a plus permis de commencer des études importantes. Il s'est consacré à l'étude des médailles, en particulier sur le Recueil de Médailles du comte de Mezzabarba.
À partir de 1746, il n'a plus fait que des observations sur les médailles rares de son propre cabinet où il avait rassemblé près de 6 000 médailles.

## Publications

### Mémoires de littérature tirés des registres de l'Académie royale des inscriptions et belles-lettres
- Histoire de la Première Guerre Sacrée. Première partie, 1726, tome 10, p. 317-341 (lire en ligne)
- Suite de l'Histoire de la Première Guerre Sacrée. Seconde partie, 1726, tome 10, p. 341-356 (lire en ligne)
- Suite de l'Histoire de la Première Guerre Sacrée. Troisième partie, 1726, tome 10, p. 356-378 (lire en ligne)
- Histoire de la Seconde Guerre sacrée. Première partie, 1731, tome 13, p. 152-176 (lire en ligne)
- Histoire de la Seconde Guerre sacrée. Seconde partie, 1734, tome 18, p. 273-285 (lire en ligne)
- Histoire de la Seconde Guerre sacrée. Troisième partie, 1734, tome 18, p. 286-315 (lire en ligne)

### Histoire de l'Académie royale des inscriptions et belles-lettres
- Des Néocores, 1663, tome 1, p. 74-77 (lire en ligne)
- Des censeurs romains, 1663, tome 1, p. 78-85 (lire en ligne)
- De l'origine du verre et de ses différens usages chez les Anciens, 1663, tome 1, p. 138-144 (lire en ligne)
- Des richesses du temple de Delphes & des différents pillages qui en ont été faits, 1711, tome 2, p. 109-118 (lire en ligne)
- Si Crissa et Cirrba étoient une même ville sous ces deux noms., 1718, tome 3, p. 89-101 (lire en ligne)
- Réflexions sur quelques vers de Tibulle, 1718, tome 3, p. 330-334 (lire en ligne)
- Qu'anciennement la profession de virginité et la réception du voile se faisoient dans le même tems, 1731, tome 5, p. 173-179 (lire en ligne)
- Observations sur quelques endroits du Livre ou Recueil de Médailles du Comte Mezzabarba, 1734, tome 6, p. 481-491 (lire en ligne)
- Suite des Observations sur le Recueil ou Catalogue général des Médailles Impériales, publié par le Comte Mezzabarbe, 1769, tome 7, p. 195-222 (lire en ligne)
- Suite des Observations sur le Recueil ou Catalogue général des Médailles Impériales, publié par le comte Mezzabarbe, 1741, tome 8, p. 245-260 (lire en ligne)
- Réflexions sur quelques Médailles antiques qui n'ont point encore été publiées., 1770, tome 9, p. 378-397 (lire en ligne)
- Remarques sur quelques noms de lieux de la Notice des Gaules de M de Valois, 1770, tome 9, p. 451-464 (lire en ligne)